# آلفرد سووی
آلفرد سووی (به فرانسوی: Alfred Sauvy) (زاده ۳۱ اکتبر ۱۸۹۸ – درگذشته ۳۰ اکتبر ۱۹۹۰) جمعیت‌شناس جامعه‌شناس و مورخ فرانسوی بود که مهمترین اثر وی «افکار عمومی» نام دارد. وی بین سال‌های ۱۹۴۷ تا ۱۹۷۴ نماینده فرانسه در کمیسیون جمعیت سازمان ملل بود و سپس عضو افتخاری شورای اقتصادی و اجتماعی شد.
سووی اولین بار واژه جهان سوم در کتاب خویش «افکار عمومی» را بیان کرده وی این پدیده را اینگونه تعریف می‌کند «افکار عمومی ضمیر باطنی یک ملت است، افکار عمومی این قدرت گمنام غالباً یک نیروی سیاسی است نیرویی است که در هیچ قانون اساسی پیش‌بینی نشده‌است. به نظر وی این پدیده یک قدرت سیاسی است که تمام دولتمردان و رهبران جهان را تحت تأثیر قرار داده‌است و حتی منجر به تخریب و نابودی دولت‌های استبدادی گردیده‌است.

## زندگی‌نامه
در سال ۱۸۹۸ در ویلنوودولاراو در پیرنه شرقی در یک خانواده کشاورز به دنیا آمد. سووی بین سال‌های ۱۹۴۶–۱۹۴۷ سمت وزارت مشاور در امور خانواده فرانسه را برعهده داشت؛ و از سال ۱۹۵۹ تا ۱۹۶۹ کرسی جمعیت‌شناسی اجتماعی در کالج دوفرانس را در اختیار داشت. در سال ۱۹۴۵ مؤسسه ملی مطالعات جمعیت‌شناسی INED را بنیانگذاری نمود و تا سال ۱۹۶۲ مدیریت آن را برعهده داشت. در ژوئن ۱۹۹۰ جایزه جمعیت سازمان ملل به وی اعطا گردید. وی همچنین در سال ۱۹۴۶ مجله ارگان مؤسسه Population را تأسیس نمود.

## برای مطالعهٔ بیشتر
Martínez Coll, Juan Carlos (2001): Grandes Economistas,  ۲۲ فوریه ۲۰۰۴
- Tepperman, Lorne (2007): Social Problems: A Canadian Perspective,  ۱۱ دسامبر ۲۰۱۰
- The original article published L'Observateur on August 14, 1952.